# 诺因基兴-塞尔沙伊德
诺因基兴-塞尔沙伊德是德国北莱茵-威斯特法伦州的一个市镇。总面积50.62平方公里，总人口20578人，其中男性10232人，女性10346人（2011年12月31日），人口密度407人/平方公里。